# Sterenborg
Sterenborg is een Nederlands gehucht in Groningen. Het gehucht bestaat uit drie huizen. Het gehucht ligt in de gemeente Stadskanaal.
Sterenborg is vernoemd naar de gelijknamige erve, dat ligt tussen de Mussel Aa, Oosterholtsdiep, de Fledderbergen, de Ruigeberg en het Oosterboek. Deze erve komt voor het eerst voor in de hoenderbelastingslijsten uit 1568. De naam is een samenstelling van "sterren" en "borg/burcht" ("bewoond oord"). Het was tot 1659 eigendom van familie Sterenborg die verhuisd is naar een onbekende plaats in Duitsland. In 1659 kocht Harmen Hubbelingh "Het Sterenborgh" voor 5400 caroli gulden en nam de naam Sterenborg aan. Deze familie bezit het erve nog altijd.
Ten zuidwesten van Sterenborg ligt Onstwedde, en ten oosten ligt Ter Wupping.
Dorpen:
Alteveer (deels) · Ceresdorp · Kopstukken · Mussel · Musselkanaal · Onstwedde · Smeerling · Stadskanaal

Gehuchten: Barlage · Blekslage · Braamberg · Höchte · Horsten · Sterenborg · Ter Wupping · Vledderhuizen · Vledderveen · Vosseberg

Buurtschappen: Höfte · Holte · Oomsberg · Tange · Ter Maarsch · Veenhuizen · Wessinghuizen

Kanalen: Stadskanaal · Musselkanaal · Mussel-Aa-kanaal      Bos: Dr. Hommesbos

Groningen: Steden en dorpen      Nederland: Provincies · Gemeenten